# Бенуа Віткін
Бенуа Віткін (нар. 1983) — французький журналіст. Спеціалізується по країнах колишнього СРСР та Східної Європи у своїх статтях для газети Le Monde, лауреат премії імені Альбера Лондра для друкованої преси у 2019 році.

## Біографія
Кореспондент у Москві. З квітня 2014 року їздив з репортажами в Україну та на окуповані території на Донбас і . З 2014 року опублікував більше сотні репортажів про Україну. Його репортажі з Донбасу , розповідають про війну як з контрольованих Росією територій, так і з боку України .
У своїх репортажах часто пише у «нейтральній» тональності про російських окупантів, стверджує, що російський режим здатний витримати санкції та перемогти, називав агресію в Донбасі «братовбивчим конфліктом», попри декларування підтримки України проти агресії. Ще до відкритої агресії 2022 р. неодноразово порушував прикордонний режим України своїми візитами в окупований Донбас та Крим. Після початку агресії 2022 р. він пише у критичній тональності про внутрішні репресії в Росії, але водночас позитивно — про «мирні пропозиції» Путина стосовно України[джерело?].
Водночас, Віткін досить добре обізнаний з внутрішніми українськими реаліями. Окрім репортажів, він написав кілька детективних романів, події яких відбуваються в Україні. У романі «Вовки» він описав прихід до влади у 2012 р. Олени Гапко, імідж якої нагадує Юлію Тимошенко. Також написав романи «Донбас» (про події у Донбасі до 2022 р.) та «Анклав» (про Калінінградську область у Росії).

## Премії
- 2019 рік: Премія Альбера Лондра для друкованих видань за серію з шести розслідувань про вплив Росії, зокрема про війну на Донбасі[6] ,[7] .
- 2020 рік: премія Сенгора 2020 за франкомовний роман «Донбас».
- 2021 рік: Читацька премія (Кишенькова книжка), 2021 за роман «Донбас».
- 2022 рік: Премія Шадурна за фільм «Вовки»

## Твори
- 2011 рік : Наші, або будівництво російської «провладної молоді», Європейський ун-т, ISBN 9786131574375
- 2020 рік : Донбас, ISBN 9791037500595
- 2022 рік : Вовки, ISBN 979-10-37505804 Вибір Гран-прі з детективної літератури 2022[8]
- 2024 рік ; Анклав, 2024

## Зовнішні посилання
- Публікація Віткіна у газеті Le Monde (французькою мовою)]